# Attila Kubínyi
Attila Kubínyi (* 18. September 1934 in Budapest, Ungarn) ist ein ungarisch-deutscher Geiger.

## Biografie
Attila Kubínyi ist Geiger und Lehrer für Violine. Seine Eltern waren László Kubínyi und Mária Comensoli, die als eine Klavierschülerin von Béla Bartók sehr erfolgreich war und in allen großen Konzerthäusern Europas gastierte. Attila Kubínyi ist der zweite Sohn dieser Familie, deren der Adelstitel „von“ durch die damalige ungarische Regierung aberkannt wurde. Sein Großvater war während des Ersten Weltkriegs Kommandant von Pressburg.
Die Eltern erkannten und förderten das Talent ihres Sohnes und sorgten dafür, dass Ede Zathureczky, welcher der bedeutendste ungarische Geiger dieser Zeit war, seine Ausbildung übernahm. Schon als Jugendlicher konnte Kubínyi sein Studium an der Franz-Liszt-Musikakademie abschließen.
Anschließend trat er als Solist schon mit 21 Jahren, im Auftrag der Budapester Philharmonie im In- und Ausland auf. Da er auf Grund seiner adeligen Herkunft dem Regime als potenzieller Systemgegner galt, wurde ihm eine künstlerische Weiterarbeit nach fünf Jahren entsagt. Darum emigrierte er 1965 nach Westdeutschland. Zehn Jahre später nahm er die deutsche Staatsbürgerschaft an.
1969 gab er sein erstes Konzert in München, welches im Sender Radio Freies Europa für positive Berichte sorgte. Im gleichen Jahr bekam er eine Stelle als Lehrer für Violine an dem Musikgymnasium der Regensburger Domspatzen. Dort lernte er den Pianisten Franz Weilnhammer (1938–2002) kennen, der dort als Klavierlehrer tätig war. Die beiden gründeten ein Duo für Geige und Klavier und begannen gemeinsam zu konzertieren, zunächst mit Stationen in Bayreuth, Bremen, Hagen, Erlangen und weiteren Städten. 1971 führten die Wege der beiden Künstler wieder nach München und später nach London, Mailand und Venedig.
Als 1975 Franz Weilnhammer die Leitung der Musikschule in Iserlohn angeboten wurde, konnte er Attila Kubínyi als Lehrer für Violine für die Iserlohner Musikschule gewinnen. Für die Musikschüler und Musikschülerinnen aus dem Märkischen Kreis war dies ein besonderes Glück, da während seiner Tätigkeit als Lehrer für Violine viele Musikwettbewerben erfolgreich waren.
Neben dem Schuldienst an der erfolgreichen Musikschule konnten Konzertreisen des Duos nur noch in den Ferienzeiten durchgeführt werden. Es folgten verschiedene Schallplattenaufnahmen, die in Fachzeitschriften im In- und Ausland gewürdigt wurden. 25 Jahre lehrte Attila Kubínyi Violine an der Iserlohner Musikschule.
Er zog 1999, als er in den Ruhestand ging, nach Waldsassen in die Oberpfalz, wo er auch heute noch lebt.

## Veröffentlichungen
Aufnahmen (Auswahl)
|   | Jahr | Titel                 | Untertitel                                                           |             | Künstler                                                                       |  | Bemerkung                                                                           |
| - | ---- | --------------------- | -------------------------------------------------------------------- | ----------- | ------------------------------------------------------------------------------ |  | ----------------------------------------------------------------------------------- |
| 1 | 1979 | Béla Bartók           | I. Sonate für Violine und Klavier II. Sonate für Violine und Klavier | (LP)        | Attila Kubínyi (Violine) Franz Weilnhammer (Klavier)                           |  | 2008 als „Béla Bartók - Assortimente“ Doppel-CD veröffentlicht                      |
| 2 | 1981 | Béla Bartók           | Sonate für Violine Solo Kontraste für Violine Klarinette und Klavier | (LP)        | Attila Kubínyi (Violine) Franz Weilnhammer (Klavier) Hans Fischer (Klarinette) |  |                                                                                     |
| 3 | 1981 | Con Sentimento        | Anthologie berühmter Piecen                                          | (LP)        | Attila Kubínyi (Violine) Franz Weilnhammer (Klavier)                           |  | 2005 als „Klassik Nostalgie - Anthologie berühmter Piecen“ Doppel-CD veröffentlicht |
| 4 | 1981 | Con Sentimento Vol. 2 | Anthologie berühmter Piecen                                          | (LP)        | Attila Kubínyi (Violine) Franz Weilnhammer (Klavier)                           |  | 2005 als „Klassik Nostalgie - Anthologie berühmter Piecen“ Doppel-CD veröffentlicht |
| 5 | 1981 | Con Sentimento Vol. 3 | Anthologie berühmter Piecen                                          | (LP)        | Attila Kubínyi (Violine) Franz Weilnhammer (Klavier)                           |  | 2005 als „Klassik Nostalgie - Anthologie berühmter Piecen“ Doppel-CD veröffentlicht |
| 6 | 1995 | Hommage A Grappelli   | Jazz on Strings                                                      | (CD)        | Sascha Delbrouck (Bass) Ulrich Stracke (Gitarre) Attila Kubínyi (Violine)      |  |                                                                                     |
| 7 | 2005 | Klassik Nostalgie     | Anthologie berühmter Piecen                                          | (Doppel-CD) | Attila Kubínyi (Violine) Franz Weilnhammer (Klavier)                           |  |                                                                                     |
| 8 | 2008 | Béla Bartók           | Assortimente                                                         | (Doppel-CD) | Attila Kubínyi (Violine) Franz Weilnhammer (Klavier)                           |  |                                                                                     |

| Personendaten    | Personendaten              |
| ---------------- | -------------------------- |
| NAME             | Kubínyi, Attila            |
| KURZBESCHREIBUNG | ungarisch-deutscher Geiger |
| GEBURTSDATUM     | 18. September 1934         |
| GEBURTSORT       | Budapest, Ungarn           |